# دوري آيسلندا الممتاز 2007
دوري آيسلندا الممتاز 2007 (بالآيسلندية: Landsbankadeild karla í knattspyrnu 2007) هو الموسم 96 من دوري آيسلندا الممتاز. أقيم خلال الفترة 12 مايو 2007 وحتى 29 سبتمبر 2007، وأشرف على تنظيمه اتحاد آيسلندا لكرة القدم، وكان عدد الأندية المشاركة فيه 10، وفاز فيه Valur (club) ‏.